# Apirat Heemkhao
Apirat Heemkhao (thailändisch อภิรัตน์ หีมขาว, * 25. Februar 1993 in Rayong), auch als Don (thailändisch ดอน) bekannt, ist ein thailändischer Fußballspieler.

## Karriere
Apirat Heemkhao erlernte das Fußballspielen in der Schulmannschaft des Assumption College in Si Racha sowie in der Jugendmannschaft des Chonburi FC. Beim Chonburi FC unterschrieb er am 1. Januar 2013 auch seinen ersten Vertrag. Der Verein aus Chonburi spielte in der ersten Liga, der Thai Premier League. Die Rückrunde 2013 wurde er an den Zweitligisten Rayong United ausgeliehen. Am Ende der Saison stieg er mit Rayong in die dritte Liga ab. Die Hinrunde 2014 spielte er auf Leihbasis beim ebenfalls in der zweiten Liga spielenden Trat FC in Trat. Nach Vertragsende in Chonburi ging er nach Prachuap. Hier schloss er sich dem Zweitligisten PT Prachuap FC an. Die Hinrunde 2018 stand er beim Erstligisten Air Force Central in Bangkok unter Vertrag. Für die Air Force absolvierte er ein Erstligaspiel. Die Rückrunde stand er beim Ayutthaya United FC unter Vertrag. Mit dem Verein aus Ayutthaya spielte er in der Upper Region der dritten Liga. Am Ende der Saison feierte er mit Ayutthaya die Vizemeisterschaft und den Aufstieg in die zweite Liga. Nach dem Aufstieg verließ er den Verein und schloss sich dem Viertligisten Pattani FC an. Der Klub aus Pattani spielte in der Southern Region der vierten Liga. Auch mit Pattani wurde er Vizemeister und stieg in die dritte Liga auf. Kasetsart FC, ein Zweitligist aus Bangkok, verpflichtete ihn Anfang 2020. Für Kasetsart absolvierte er bis Jahresende drei Zweitligaspiele. Von Anfang 2021 bis Mitte 2021 war er vertrags- und vereinslos. Zu Beginn der Saison 2021/22 nahm ihn der Ligakonkurrent Nakhon Pathom United FC unter Vertrag. Für den Klub aus Nakhon Pathom stand er neunmal in der zweiten Liga auf dem Spielfeld. Nach der Hinrunde wechselte er im Dezember 2021 zum Drittligisten Bankhai United FC. Bei dem Drittligisten aus Ban Khai, der in der Eastern Region der Liga antrat, stand er bis Saisonende unter Vertrag. Im Sommer 2022 wechselte er in die zweite Liga zum Rayong FC. Nach fünf Zweitligaspielen wurde sein Vertrag im Dezember 2022 aufgelöst. Nachdem er ein halbes Jahr vertrags- und vereinslos war, unterschrieb er im Sommer 2023 einen Vertrag beim Drittligaaufsteiger BFB Pattaya City. Der Verein aus Pattaya spielte in der Eastern Region der Liga. Nach einer Spielzeit wechselte er zum ebenfalls in der Eastern Region spielenden Bankhai United FC. Nach sechs Ligaspielen wurde sein Vertrag im Dezember 2024 nicht verlängert.